# Bresilia saldanhai
Bresilia saldanhai is een garnalensoort uit de familie van de Bresiliidae. De wetenschappelijke naam van de soort is voor het eerst geldig gepubliceerd in 2004 door Calado, Chevaldonné & dos Santos.